# Сборная Украины по мини-футболу
Национальная сборная Украины по мини-футболу представляет Украину на международных соревнованиях по мини-футболу. Лучший успех на чемпионатах мира показала на первенстве мира в 2024 году в Узбекистане — третье место. На чемпионатах Европы украинцы дважды оставались в шаге от победы: в 2001 году они уступили испанцам (1:2), а в 2003 — итальянцам (0:1).

## История
Сборная Украины по мини-футболу основана в 1994 году. Главным тренером сборной стал Геннадий Лисенчук, а руководил игрой Владимир Залойло. Команда заняла первое место в товарищеском турнире, прошедшем в Катаре, а также на «Кубке Донбасса». Одновременно с этим сборная Украины по мини-футболу среди студентов впервые приняла участие в студенческом чемпионате мира, заняв там пятое место.
В 1995 году сборная продолжает принимать участие в товарищеских турнирах, одержав победу в немецком турнире «Артус-Кап», а также заняв призовые места на соревнованиях в Катаре и Бельгии. Сборная также принимает участие в отборочном турнире за право участия в чемпионате мира, и занимает второе место, обеспечив себе поездку в Испанию.
1996 год начался для сборной Украины с игр чемпионата Европы, прошедшего с участием шести команд. В своём дебютном крупном турнире Украина выступила неудачно, проиграв оба матча в группе сильным командам России и Италии. Первую победу украинцы одержали лишь в матче за 5 место против Нидерландов. Тем не менее, выступление не прошло зря для молодой команды, и уже в конце 1996 года на чемпионате мира по мини-футболу Украина заняла четвёртое место. По итогам выступлений главному тренеру сборной Геннадию Лисенчуку присвоено почётное звание «Заслуженный тренер Украины», а десяти игрокам сборной — звание «Мастер спорта Украины международного класса».
Следующий чемпионат Европы, прошедший в 1999 году, сборная Украины пропустила, проиграв в решающем матче отборочного турнира сборной Португалии. Не принимает участия украинская сборная и в финальной части чемпионата мира по мини-футболу 2000 года.
В конце 2012 года Лисенчук уходит с поста руководителя национальной сборной. 9 января 2013 главным тренером назначен Евгений Рывкин, совмещающий эту должность с позицией главного тренера харьковского «Локомотива». Роман Ковальчик и Александр Косенко становятся ассистентами главного тренера. Перед тренерским штабом ставится задача выйти в финальную часть чемпионата Европы.
В конце марта 2013 проходит групповой этап отборочного турнира к чемпионату Европы, по результатам которого (после побед над англичанами и турками, и поражения от словенцев) мини-футболисты Украины выходят в плей-офф. Соперником Украины по плей-офф становится сборная Венгрия, а двухматчевое противостояние (2:1 дома, 4:5 в гостях) приносит украинцам путёвку в финальную часть Евро-2014. На европейском первенстве, проходящем в Бельгии, сборная Украины выходит из группы, однако в четвертьфинале уступает сборной Португалии со счётом 1:2.
В июне 2014 года на должность главного тренера сборной утверждён Александр Косенко. Контракт подписывается на два с половиной года, а целью становится попадание в финальную часть чемпионата Европы 2016, проходящего в Сербии, а также чемпионата мира 2016 в Колумбии.
Матчи квалификации к Евро-2016 сборная Украины проводит в Баку, где сначала выходит в плей-офф, а затем после победы над Азербайджаном со счётом 3:2 получила право участия в финальной части чемпионата Европы. Впрочем, как и два года назад, украинские мини-футболисты в финальной части турнира, проходящей в Сербии, смогли достичь лишь стадии четвертьфинала, где уступили хозяевам турнира со счётом 1:2.
В апреле 2016 года сборная Украины играет решающие матчи за право участия в мировом первенстве. Соперником Украины по плей-офф становится Словакия, и подопечные Александра Косенко легко добиваются нужного результата, обыграв соперника с общим счётом 11:1 (6:0 в гостях, 5:1 дома). В финальной части турнира, проходящей в Колумбии, украинцы выходят из группы, но в 1/8 финала уступают будущему чемпиону, сборной Аргентины со счётом 0:1.
Следующим крупным турниром для сборной становится отборочный турнир к чемпионату Европы по мини-футболу 2018. Матчи отбора проходили в Киеве, и в последнем матче группы «сине-жёлтые» обыграли сборную Хорватию и получили прямую путёвку на чемпионат Европы.
На Чемпионате мира 2024 года сборная Украины заняла историческое 3-е место, обыграв в матче за бронзовые медали сборную Франции (7:1).

## Турнирные достижения

### Чемпионат мира по мини-футболу
- 1996 — 4-е место
- 2000 — не квалифицировалась
- 2004 — 2-й раунд
- 2008 — 2-й раунд
- 2012 — 1/4 финала
- 2016 — 1/8 финала
- 2020 — не квалифицировалась
- 2024 — 3-е место

### Чемпионат Европы по мини-футболу
- 1996 — групповой этап
- 1999 — не квалифицировалась
- 2001 — 2-е место
- 2003 — 2-е место
- 2005 — 4-е место
- 2007 — групповой этап
- 2010 — 1/4 финала
- 2012 — 1/4 финала
- 2014 — 1/4 финала
- 2016 — 1/4 финала
- 2018 — 1/4 финала
- 2022 — 4-е место

## Текущий состав
Состоянием на 5.02.2025
| №  | Поз | Футболист            | Дата рождения | Клуб                    | М   | Г  |
| -- | --- | -------------------- | ------------- | ----------------------- | --- | -- |
| 1  | Вр  | Юрий Савенко         | 21.01.1992    | Аврора                  | 33  | 1  |
| 2  | Вр  | Александр Сухов      | 08.06.1997    | ХИТ                     | 31  | 3  |
| 3  | Вр  | Александр Сирицкий   | 30.05.1999    | Ураган                  | 1   | 0  |
| 4  | Защ | Владислав Первеев    | 05.03.2002    | Сокол                   | 4   | 1  |
| 5  | Защ | Назар Швед           | 16.03.1997    | Евробус (Польша)        | 24  | 10 |
| 6  | Нап | Ярослав Лебедь       | 26.05.1995    | Евробус (Польша)        | 30  | 6  |
| 7  | Нап | Игорь Чернявский     | 14.09.1995    | ХИТ                     | 43  | 13 |
| 8  | Нап | Даниил Абакшин       | 22.12.1997    | Евробус (Польша)        | 46  | 30 |
| 9  | Нап | Артём Фаренюк        | 09.11.1992    | Евробус (Польша)        | 66  | 22 |
| 10 | Защ | Николай Микитюк      | 13.09.1996    | Кордоба (Испания)       | 61  | 16 |
| 11 | Защ | Игорь Корсун         | 15.06.1993    | Осасуна Магна (Испания) | 79  | 35 |
| 12 | Защ | Пётр Шотурма         | 27.06.1992    | Ураган                  | 112 | 36 |
| 14 | Защ | Михаил Зварич        | 23.11.1992    | Энергия                 | 68  | 29 |
| 15 | Нап | Ростислав Семенченко | 01.09.2003    | Аврора                  | 28  | 11 |
| 16 | Защ | Андрей Мельник       | 10.05.2000    | ХИТ                     | 32  | 15 |